# Wynand Havenga
Wynand Havenga (* 6. September 1965 in Kapstadt; † vor oder am 10. Januar 2025) war ein südafrikanischer Dartspieler.

## Biografie
Wynand Havenga qualifizierte sich durch seinen Sieg beim South African Masters als erster Afrikaner für eine PDC-Weltmeisterschaft. Bei der PDC World Darts Championship 2007 schlug er zunächst Steve Maish und Peter Manley, ehe er im Achtelfinale gegen Darren Webster ausschied. 
Nach einer Schulterverletzung musste Havenga mit dem Dartsport aufhören und wurde später Manager eines Motorradladens. Wynand Havenga starb im Januar 2025 im Alter von 59 Jahren.

## Weltmeisterschaftsresultate
- 2007: 2. Runde (2:4-Niederlage gegen  Darren Webster)